# 埃尔希韦勒
埃尔希韦勒是德国莱茵兰-普法尔茨州的一个市镇。总面积2.15平方公里，总人口94人，其中男性50人，女性44人（2011年12月31日），人口密度44人/平方公里。